# Clásico del Maule
Clásico del Maule es el nombre que recibe el partido de fútbol que disputan Rangers de Talca y Curicó Unido, los dos equipos más importantes de la Región del Maule, el primero de la ciudad de Talca y el segundo de Curicó.
Antiguamente, el clásico maulino era jugado por Rangers y Deportes Linares, sin embargo, al no celebrarse encuentros oficiales regularmente desde el año 2000, esta rivalidad ha pasado a segundo plano.

## Historia
Los inicios de este clásico se remontan a 1974, un año después de la fundación de Curicó Unido y primera temporada del club en el fútbol profesional chileno, en la Copa Chile de ese año, en donde por la 3.ª Fecha, se enfrentó por primera vez, en calidad de visita a Rangers, partido que finalizó con victoria para los locales por 4-2. El primer triunfo para Curicó Unido vino recién en 1979, en la séptima edición del duelo, como local y por la mínima diferencia en partido válido por la Copa Polla Gol de Segunda División 1979.
A partir de entonces ambas escuadras se han enfrentado en múltiples ocasiones, y en distintas instancias, ya sea por el Campeonato de Primera B o Copa Chile, contabilizando dos, cuatro e incluso seis partidos por año. El más emocionante de esta época fue el jugado el 4 de enero de 1989, válido por la Segunda División 1988, jornada en la que de ganar Rangers ascendía en el estadio curicano, aunque luego del empate 0-0, y como parte de las bases del campeonato -en donde las igualdades se rompían mediante definición a penales-, Curicó venció 5 a 4 e impidió la celebración talquina en su ciudad  -aunque de todas formas Rangers ascendería a Primera División tras conseguir una victoria en la fecha siguiente-.
La regularidad de este derbi se vio interrumpida en el Campeonato Nacional de Segunda División 1990, ya que en dicha campaña el Curi perdió la categoría y se mantuvo en Tercera División durante los siguientes 15 años. Recién en el año 2007, Curicó Unido y Rangers vuelven a coincidir en la misma división, y se volvió a disputar un clásico oficial, el día domingo 6 de mayo, en el marco de la Primera B 2007, finalizando con un contundente triunfo curicano en su estadio por 3-1, siendo esta además, la primera vez que los albirrojos derrotaron a Rangers en un partido de liga -anteriormente sólo lo habían conseguido en los campeonatos de Copa-. Los rojinegros tendrían inmediatamente una dulce revancha, pues no sólo vencieron a los curicanos en los siguientes tres partidos de aquella temporada, sino que además en la última fecha derrotaron por 3-0 a Curicó en Talca, sellando el segundo lugar de la tabla y el retorno a Primera División. En 2009 ambas escuadras coincidieron por primera y única vez hasta la fecha, en el campeonato de Primera División. En el Torneo de Apertura por la Fecha 8, y en Curicó, los albirrojos derrotaron por 2-1 a su clásico rival, con goles del fallecido Álvaro Lara y César Díaz. En tanto, por el Clausura empataron a cero en el Estadio Fiscal de Talca. Curiosamente, ese año tanto Curicó Unido como Rangers cometieron el mismo error reglamentario (jugar un partido con seis jugadores extranjeros en la cancha, siendo el máximo cinco foráneos en la alineación) y descendieron a la B.
Al año siguiente, ambos equipos fueron emparejados en la Ronda 2 de la Copa Chile Bicentenario, en fase de eliminación directa que se jugaba a partidos de ida y vuelta. En la ida, Rangers de local en el Estadio Fiscal de Linares empató 1-1; en la vuelta Curicó Unido fue local en el Estadio Municipal de San Fernando (ambos equipos no fueron locales en sus estadios, porque tanto La Granja como el Fiscal talquino estaban en etapa de remodelación) y fue empate sin goles, por lo que debió resolverse el duelo desde los lanzamientos penales, instancia en la que los curicanos fueron más contundentes y se quedaron con la llave, imponiéndose por 4-2.
Luego de varios duelos ligueros, y el ascenso de Curicó Unido a Primera, volvieron a verse las caras en una instancia de eliminación, esta vez por la Segunda Fase de la Copa Chile 2021. En el primer partido, disputado el lunes 21 de junio en el Estadio La Granja de Curicó, hubo igualdad a un tanto con anotaciones de Josepablo Monreal para los talquinos y Felipe Villagrán, con un gol olímpico y error del portero rojinegro Jonathan Salvador para los locales. La vuelta se jugó cuatro días después en el Fiscal de Talca, y al igual que en el duelo anterior, el marcador se repitió, debido a los goles de Leandro Benegas a los 57 minutos y de Bastián Martínez cuatro minutos más tarde, por lo que el vencedor debió definirse desde los lanzamientos penales. En dicha instancia, la escuadra local fue más efectiva y se quedó con la llave por 3 a 2.
Tras el descenso de Curicó Unido en el campeonato de Primera División 2023, ambos equipos volvieron a verse las caras por campeonatos nacionales tras siete años. Sería en el torneo de Primera B 2024, cuando ambas escuadras se toparon por la fecha 11, el día 5 de mayo, en el recinto talquino. El encuentro culminaría 3 a 2 a favor de los torteros. Este sería el primer triunfo de los curicanos en el Fiscal de Talca por ligas.

## Clásico del Maule Norte
Algunos medios de comunicación han denominado a este duelo como Clásico del Maule Norte, para diferenciarlo del Clásico del Maule Sur, que enfrenta a los equipos de las ciudades de Cauquenes y Linares, Independiente de Cauquenes y Deportes Linares respectivamente.

## Estadios
|                                                                      |                                                                       |
|                                                                      |                                                                       |
| Estadio La Granja Ciudad: Curicó Capacidad: 8 278 Club: Curicó Unido | Estadio Fiscal de Talca Ciudad: Talca Capacidad: 16 070 Club: Rangers |

## Historial
Actualizado al último partido disputado: 16 de agosto de 2025.
| Número                   | Fecha                    | Torneo                  | Equipo local | Resultado | Equipo visitante |
| ------------------------ | ------------------------ | ----------------------- | ------------ | --------- | ---------------- |
| 1                        | 17 de abril de 1974      | Copa Chile 1974         | Rangers      | 4 - 2     | Curicó Unido     |
| 2                        | 8 de junio de 1974       | Copa Chile 1974         | Curicó Unido | 0 - 3     | Rangers          |
| 3                        | 2 de abril de 1975       | Copa Chile 1975         | Curicó Unido | 0 - 1     | Rangers          |
| 4                        | 6 de abril de 1975       | Copa Chile 1975         | Rangers      | 3 - 0     | Curicó Unido     |
| 5                        | 19 de junio de 1977      | Primera B 1977          | Curicó Unido | 0 - 2     | Rangers          |
| 6                        | 30 de octubre de 1977    | Primera B 1977          | Rangers      | 2 - 0     | Curicó Unido     |
| 7                        | 28 de febrero de 1979    | Copa Chile 1979 2.ª Div | Curicó Unido | 1 - 0     | Rangers          |
| 8                        | 21 de marzo de 1979      | Copa Chile 1979 2.ª Div | Rangers      | 2 - 0     | Curicó Unido     |
| 9                        | 22 de abril de 1979      | Primera B 1979          | Rangers      | 2 - 0     | Curicó Unido     |
| 10                       | 2 de septiembre de 1979  | Primera B 1979          | Curicó Unido | 1 - 1     | Rangers          |
| 11                       | 17 de febrero de 1980    | Copa Chile 1980 2.ª Div | Curicó Unido | 0 - 0     | Rangers          |
| 12                       | 9 de marzo de 1980       | Copa Chile 1980 2.ª Div | Rangers      | 2 - 0     | Curicó Unido     |
| 13                       | 4 de mayo de 1980        | Primera B 1980          | Curicó Unido | 0 - 2     | Rangers          |
| 14                       | 14 de septiembre de 1980 | Primera B 1980          | Rangers      | 4 - 2     | Curicó Unido     |
| 15                       | 3 de marzo de 1985       | Copa Chile 1985         | Curicó Unido | 1 - 2     | Rangers          |
| 16                       | 14 de agosto de 1985     | Copa Chile 1985         | Rangers      | 1 - 3     | Curicó Unido     |
| 17                       | 3 de abril de 1988       | Copa Chile 1988         | Rangers      | 3 - 2     | Curicó Unido     |
| 18                       | 22 de mayo de 1988       | Copa Chile 1988         | Curicó Unido | 0 - 1     | Rangers          |
| 19                       | 28 de agosto de 1988     | Primera B 1988          | Curicó Unido | 0 - 0     | Rangers          |
| 20                       | 6 de noviembre de 1988   | Primera B 1988          | Rangers      | 2 - 0     | Curicó Unido     |
| 21                       | 4 de diciembre de 1988   | Primera B 1988          | Rangers      | 0 - 0     | Curicó Unido     |
| 22                       | 4 de enero de 1989       | Primera B 1988          | Curicó Unido | 0 - 0     | Rangers          |
| 23                       | 16 de abril de 1989      | Copa Chile 1989         | Rangers      | 1 - 0     | Curicó Unido     |
| 24                       | 4 de junio de 1989       | Copa Chile 1989         | Curicó Unido | 2 - 1     | Rangers          |
| 25                       | 25 de abril de 1990      | Torneo Apertura 1990    | Curicó Unido | 3 - 1     | Rangers          |
| 26                       | 24 de junio de 1990      | Torneo Apertura 1990    | Rangers      | 2 - 0     | Curicó Unido     |
| 27                       | 29 de agosto de 1990     | Primera B 1990          | Curicó Unido | 2 - 3     | Rangers          |
| 28                       | 1 de noviembre de 1990   | Primera B 1990          | Rangers      | 1 - 0     | Curicó Unido     |
| 29                       | 6 de mayo de 2007        | Primera B 2007          | Curicó Unido | 3 - 1     | Rangers          |
| 30                       | 21 de julio de 2007      | Primera B 2007          | Rangers      | 2 - 0     | Curicó Unido     |
| 31                       | 30 de septiembre de 2007 | Primera B 2007          | Curicó Unido | 0 - 1     | Rangers          |
| 32                       | 25 de noviembre de 2007  | Primera B 2007          | Rangers      | 3 - 0     | Curicó Unido     |
| 33                       | 15 de marzo de 2009      | Primera División 2009   | Curicó Unido | 2 - 1     | Rangers          |
| 34                       | 30 de agosto de 2009     | Primera División 2009   | Rangers      | 0 - 0     | Curicó Unido     |
| 35                       | 28 de mayo de 2010       | Copa Chile 2010         | Rangers      | 1 - 1     | Curicó Unido     |
| 36                       | 6 de junio de 2010       | Copa Chile 2010         | Curicó Unido | 0 - 0     | Rangers          |
| 37                       | 27 de marzo de 2011      | Primera B 2011          | Curicó Unido | 2 - 1     | Rangers          |
| 38                       | 5 de junio de 2011       | Primera B 2011          | Rangers      | 0 - 0     | Curicó Unido     |
| 39                       | 22 de junio de 2011      | Copa Chile 2011         | Rangers      | 0 - 1     | Curicó Unido     |
| 40                       | 10 de julio de 2011      | Copa Chile 2011         | Curicó Unido | 1 - 2     | Rangers          |
| 41                       | 28 de agosto de 2011     | Primera B 2011          | Rangers      | 1 - 0     | Curicó Unido     |
| 42                       | 29 de octubre de 2011    | Primera B 2011          | Curicó Unido | 0 - 2     | Rangers          |
| 43                       | 17 de agosto de 2014     | Primera B 2014-15       | Rangers      | 1 - 1     | Curicó Unido     |
| 44                       | 10 de octubre de 2014    | Primera B 2014-15       | Curicó Unido | 3 - 2     | Rangers          |
| 45                       | 18 de enero de 2015      | Primera B 2014-15       | Curicó Unido | 0 - 1     | Rangers          |
| 46                       | 22 de marzo de 2015      | Primera B 2014-15       | Rangers      | 0 - 0     | Curicó Unido     |
| 47                       | 12 de julio de 2015      | Copa Chile 2015         | Curicó Unido | 1 - 0     | Rangers          |
| 48                       | 12 de agosto de 2015     | Copa Chile 2015         | Rangers      | 1 - 2     | Curicó Unido     |
| 49                       | 25 de octubre de 2015    | Primera B 2015-16       | Curicó Unido | 1 - 0     | Rangers          |
| 50                       | 27 de marzo de 2016      | Primera B 2015-16       | Rangers      | 0 - 0     | Curicó Unido     |
| 51                       | 30 de julio de 2016      | Primera B 2016-17       | Curicó Unido | 1 - 1     | Rangers          |
| 52                       | 16 de abril de 2017      | Primera B 2016-17       | Rangers      | 2 - 0     | Curicó Unido     |
| 53                       | 21 de junio de 2021      | Copa Chile 2021         | Curicó Unido | 1 - 1     | Rangers          |
| 54                       | 25 de junio de 2021      | Copa Chile 2021         | Rangers      | 1 - 1     | Curicó Unido     |
| 55                       | 5 de mayo de 2024        | Primera B 2024          | Rangers      | 2 - 3     | Curicó Unido     |
| 56                       | 14 de septiembre de 2024 | Primera B 2024          | Curicó Unido | 0 - 2     | Rangers          |
| 57                       | 12 de abril de 2025      | Primera B 2025          | Rangers      | 0 - 1     | Curicó Unido     |
| 58                       | 16 de agosto de 2025     | Primera B 2025          | Curicó Unido | 0 - 1     | Rangers          |
| Próximos enfrentamientos |                          |                         |              |           |                  |

* Nota: Sólo se tomaron en cuenta los partidos oficiales por los puntos, descartando los amistosos.

## Estadísticas
Actualizado al último partido disputado: 16 de agosto de 2025.
- Enfrentamientos en Primera División: 2
- Enfrentamientos en Primera B: 32
- Enfrentamientos en Copa Chile: 18
- Enfrentamientos en Copa Apertura de Segunda División: 6
- Resultado primer Clásico del Maule:
  - Rangers 4 - 2 Curicó Unido en Copa Chile 1974
- Primer triunfo de Rangers en el Clásico del Maule:
  - Rangers 4 - 2 Curicó Unido en Copa Chile 1974
- Primer triunfo de Curicó Unido en el Clásico del Maule:
  - Curicó Unido 1 - 0 Rangers en Primera B 1979
- Mayor empate en el Clásico del Maule:
  - Rangers 1 - 1 Curicó Unido en 1979, 2010, 2014, 2016 y 2021
- Mayor goleada conseguida por Rangers:
  - En Primera División: -
  - En Primera B: 3-0 en 2007
  - En Copa Chile: 0-3 en 1974 y 3-0 en 1975
- Mayor goleada conseguida por Curicó Unido:
  - En Primera División: 2-1 en 2009
  - En Primera B: 3-1 en 2007
  - En Copa Chile: 0-1 en 2011

| Torneo                            | PJ | GR | E  | GCU | GolR | GolCU |
| --------------------------------- | -- | -- | -- | --- | ---- | ----- |
| Primera División                  | 2  | 0  | 1  | 1   | 1    | 2     |
| Primera B                         | 32 | 17 | 9  | 6   | 42   | 20    |
| Copa Chile                        | 18 | 9  | 4  | 5   | 26   | 18    |
| Copa Apertura de Segunda División | 6  | 3  | 1  | 2   | 7    | 4     |
| Total                             | 58 | 29 | 15 | 14  | 76   | 44    |

| PJ: partidos jugados         |
| GR: ganador Rangers          |
| GCU: ganador Curicó Unido    |
| E: empate                    |
| GolR: goles de Rangers       |
| GolCU: goles de Curicó Unido |

## Otros datos estadísticos

### Futbolistas que han jugado por los dos equipos
| Lista completa |
| --- |
| A - Alfredo Ábalos - Juan José Albornoz - Jorge Aquino - Víctor Hugo Ávalos - Manuel Avendaño B - Felipe Barrientos - Ricardo Blanco - Mario Briceño - Rodrigo Brito C - Carlos Cáceres - Ignacio Caroca - Jefferson Castillo - Fernando Cordero D - Jorge Deschamps - Christopher Díaz E - Carlos Espinosa F - Felipe Fritz G - Christian Gálvez - Diego García - Cristián Gómez - Boris González - Patricio Gutiérrez H - Felipe Hernández I - Yashir Islame J - Sebastián Jaime L - Álvaro Lara - Sebastián Leyton - Richard Leyton - Marcelo Lucero M - Luis Martínez - Juan Martínez - Nicolás Medina - Josepablo Monreal N - Rubens Nicola - Jonathan Núñez O - Diego Opazo P - Rodrigo Pereira - Diego Pezoa - Jean Paul Pineda - Eduardo Pinto R - Nelson Rebolledo - Felipe Reynero - Rodrigo Riquelme - Sebastián Rivera - Miguel Ángel Romero - Nino Rojas S - Francisco Silva - José Luis Silva - Juan Silva T - Alejandro Tello - Gary Tello V - Pablo Vranjicán - Sergio Vergara Z - Leonardo Zamora - Sebastián Zúñiga |

### Entrenadores que han dirigido a los dos equipos
| Lista completa |
| --- |
| A - Héctor Almandoz - Emiliano Astorga B - Guillermo Báez C - Ramón Castro - Germán Cornejo G - Dalcio Giovagnoli J - Eugenio Jara M - Luis Marcoleta P - Guillermo Páez R - Juan José Ribera T - Raúl Toro U - Juan Ubilla |

## Antiguo Clásico del Maule
El partido entre Rangers de Talca y Deportes Linares era considerado como el Clásico del Maule por excelencia entre las décadas de los '70 y los '90. El primer partido disputado entre ambos fue un 6 de junio de 1974, con victoria de Rangers en Talca por 4 goles a 1. Durante ese período, el equipo linarense era el segundo con mejor rendimiento de la región, ostentando el récord de temporadas consecutivas en la Segunda División del fútbol chileno (desde 1961 hasta 1991). Mientras que la calidad de equipo ascensor de la escuadra talquina hacía común la confrontación entre ambos clubes.
No obstante, desde el 17 de septiembre del 2000 dejaron de enfrentarse en forma regular, ya que luego de su descenso en el año 2001, Deportes Linares no ha conseguido retornar a la categoría de plata de nuestro balompié, deambulando desde entonces en divisiones inferiores del fútbol chileno. El duelo más reciente lo protagonizaron el 8 de abril de 2023, cuando en el marco de los octavos de final de la Zona Sur de la Copa Chile, el rojinegro viajó hasta Linares y derrotó por 2 a 1 al cuadro albirrojo, reeditando el derby tras casi 23 largos años de espera.

### Historial estadístico
| Torneo                            | PJ | GR | E | GLIN | GolR | GolLIN |
| --------------------------------- | -- | -- | - | ---- | ---- | ------ |
| Primera B                         | 26 | 12 | 6 | 8    | 40   | 31     |
| Copa Chile                        | 11 | 8  | 0 | 3    | 24   | 10     |
| Copa Apertura de Segunda Division | 6  | 2  | 2 | 2    | 5    | 5      |
| Total                             | 43 | 22 | 8 | 13   | 71   | 46     |

| PJ: Partidos jugados     |
| GR: Ganador Rangers      |
| GLIN: Ganador Linares    |
| E: Empate                |
| GolR: Goles de Rangers   |
| GolLIN: Goles de Linares |